# 레온티 레온티예비치 베니히센
레온티 레온티예비치 베니히센(러시아어: Беннигсен, Леонтий Леонтьевич, 1745년 2월 10일~1826년 12월 3일)은 러시아 제국의 독일계 장군이었다. 나폴레옹 전쟁 당시 아일라우 전투 등에서 활약했으며, 이후 1801년 파벨 1세 암살에 주도적인 역할을 도맡은 것으로 알려져 있다.